# Cabanac-Cazaux
Cabanac-Cazaux är en kommun i departementet Haute-Garonne i regionen Occitanien i södra Frankrike. Kommunen ligger i kantonen Aspet som tillhör arrondissementet Saint-Gaudens. År 2022 hade Cabanac-Cazaux 130 invånare.

## Befolkningsutveckling
Antalet invånare i kommunen Cabanac-Cazaux
Referens:INSEE